# Ból porodowy
Ból porodowy – jedno z najintensywniejszych nieprzyjemnych doznań czuciowych. Jedyny w swoim rodzaju, gdyż jego występowanie nie świadczy o chorobie, czy uszkodzeniu tkanek. Jest odczuciem subiektywnym, indywidualnym dla każdej kobiety. Ma charakter informacyjny- świadczy o postępie porodu. Pełni on funkcję fizjologiczną, psychologiczną, energetyczną oraz emocjonalną. Odczuwany przez rodzące ból jest motywujący do podjęcia instynktownych zachowań tzn: zmian pozycji, kontrolowanie oddechu. Ponadto powoduje  wydzielanie hormonów: endorfin – łagodzących przebieg porodu oraz odpowiedzialnych za tworzenie więzi matki z dzieckiem.
Cechy bólu porodowego
- towarzyszy zakończeniu procesu ciąży
- regularny rytm występowania
- szybkie nasilanie do dużej częstotliwości i natężenia
- wzrastanie intensywności wraz z postępem porodu
- zanika po porodzie[3]

Czynniki wpływające na odczuwanie bólu porodowego
- wiek i próg bólowy kobiety
- rasa i czynniki kulturowe
- czynność skurczowa mięśnia macicy
- ucisk nerwów podczas skurczu mięśnia macicy
- skurcz naczyń i mięśni unerwionych przez ten sam odcinek rdzenia co macica
- rozciąganie się szyjki macicy
- ucisk główki dziecka na korzenie splotu krzyżowo-lędźwiowego
- napinanie więzadeł krzyżowo-macicznych
- uciskanie i rozciąganie tkanek pochwy i krocza
- czynniki psychofizyczne[4]

Metody łagodzenia bólu porodowego
- Farmakologiczne metody łagodzenia bólu
- Naturalne (niefarmakologiczne) metody łagodzenia bólu